# Domino (matematică)

Un domino

În matematică un domino este un poliomino de ordinul 2, adică un poligon în plan format din două pătrate de dimensiuni egale, conectatate latură la latură. Când rotațiile și reflexiile nu sunt considerate a fi forme distincte, există doar un singur domino liber.
Deoarece are simetrie de reflexie, este singurul domino „unilateral” (cu reflexii considerate distincte). Când rotațiile sunt de asemenea considerate distincte, există două piese de domino „fixe”: a doua poate fi creată prin rotirea celei din imagine cu 90°.
În sens mai larg, termenul „domino” este uneori înțeles ca desemnând o pavare de orice formă cu astfel de piese.

## Pavări
Dominourile pot pava planul într-un număr infinit de moduri. Numărul de pavări al unui dreptunghi de 2 × n cu dominouri este {\displaystyle F_{n}}, al n-lea număr Fibonacci.
Pavările domino figurează în mai multe probleme celebre, inclusiv problema diamantului aztec⁠(d) în care regiunile mari în formă de romb au un număr de pavări egal cu o putere a lui doi⁠(d), cu cele mai multe pavări apărând aleatoriu într-o regiune circulară centrală și având o structură mai regulată în afara acestui „cerc arctic”, și problema tablei de șah ciuntite⁠(d), în care eliminarea a două colțuri opuse dintr-o tablă de șah o face imposibil de pavat cu dominouri.